# 喻南嶽
喻南嶽（？—？），字極夫，號洪江，江西南昌府新建縣人，民籍，明朝政治人物。

## 生平
嘉靖三十一年（1552年）壬子科江西鄉試第六名舉人。嘉靖三十二年（1553年）聯捷癸丑科二甲第六十二名進士。都察院观政，授直隶六安知州，三十六年调任通州，升兵部员外郎、郎中，出知庐州府。升四川按察司副使，四十三年十二月考察调简。

## 家族
曾祖喻漢興；祖父喻瑞，壽官；父喻㭿，生员；母劉氏；繼母田氏。兄喻南岱、弟南崑、南崙、南華、南岐、南俊、南傑、南英、南藩、南仲。